# Чемпіонат України з хокею з м'ячем
Чемпіонат України — змагання з хокею з м'ячем, що проходять щорічно, починаючи з 2012 року, серед чоловічих команд під егідою Української Федерації хокею з м'ячем та рінк-бенді. 
Крім першого чемпіонату та чемпіонату сезону 2015—16 років, всі розіграші проходять в кілька кіл в різних містах з фінальним матчем в місті, яке обиратиме переможець групового турніру. Всі матчі турніру, крім тих, що проходять в смт Буди, відбуваються у форматі рінк-бенді (на ковзанці для хокею з шайбою, в кожній команді на полі воротар та 5 польових гравців), в Будах матчі граються на майданчику, більш наближеному до класичного, зі стандартними воротами та 7 польовими гравцями у складі кожної команди. Крім того УФХМР проводить юнацький чемпіонат України.

## Історія
Початок своєї історії в Україні хокей з м'ячем бере у 1920 році:
Хоккей в Николаеве начал развиваться с 1920 года. В 1921 году Николаеву удалось выступить в Москве на Всесоюзной Олимпиаде.
Чемпіоном Миколаєва у 1921, 1922, 1923, 1924 роках була хокейна команда Яхт-клубу. В зимовому сезоні 1921/22 років хокей з м'ячем з'явився і у Харкові. Першими переможцями чемпіонату Харкова 1923 та 1924 років були команди О.Л.С. та О.Ф.К. ім. Балабанова відповідно. У 1924 році з'явилася хокейна команда залізничників у місті Лиман.
У 1922 році миколаївці та харків'яни невдало взяли участь у першості РСФРР (22 лютого Миколаїв поступився Москві 0:31, а Харків Саратову 0:16). У 1924 році, також невдало, харків'яни дебютували у першості СРСР (поразка від майбутнього чемпіона збірної Москви 0:13). Однак, вже у 1928 році під час Зимового свята фізкультури, що тривало у Москві з 2 по 9 лютого, українці (збірна УСРР) займають 2 місце у чемпіонаті СРСР (найвище досягнення в історії), поступившись у матчі на першість Ленінграду 0:5.
У 1927 році в Харкові з'являються перші жіночі команди з хокею з м'ячем:
С каждым годом заметно растет интерес к хоккею в Харькове. ...К началу розыгрыша заявлено более 30 мужских и 3 женских команды.
В повоєнні роки хокей з м'ячем в УРСР дещо  поступився своїм місцем хокею з шайбою. Українські команди без особливих успіхів нечасто брали участь у першостях СРСР. Зокрема, у 1950-х роках по два сезони у І-й та ІІ-й групах відіграв харківський «Трактор», по сезону в І-й та ІІ-й групах провів київський «Більшовик» («Іскра»), два сезони в другій групі грав «Локомотив» з Дніпропетровська і по одному сезону в другій групі провели кадіївський «Шахтар» та (у класі "Б") Будинок Офіцерів з Вінниці — володар Кубка УРСР 1955 року.
У 1960-80 роках в першостях Союзу по другій групі брав участь «Авангард» (Буди), який також неодноразово ставав чемпіоном УРСР.

## Чемпіонат Української РСР
У 1927 році в УСРР відбувалася 3-я Всеукраїнська Спартакіада. Зимові види спорту дебютували в ній 19 та 20 лютого у Харкові. Розіграш прем'єрного чемпіонського звання у хокеї з м'ячем пройшов серед 5 збірних команд: Харкова, Дніпропетровська, Полтави, Кременчука та ст. Краматорської (що представляла Артемівську округу). Першим чемпіоном УСРР стала збірна Харкова:
19 и 20 февраля были большими днями в истории украинского спорта. В эти дни — в Харькове впервые были проведены соревнования по зимним видам спорта, входящие в зимнюю часть программы Всеукраинской Спартакиады. ...В хоккейном Первенстве приняли участие пять команд: Харьков, Артёмовск (Краматорская), Днепропетровск, Полтава и Кременчуг. ...Первенство Украины выиграл Харьков, 2-е место — Артёмовск (Краматорская), 3 — Днепропетровск, 4 — Полтава и 5 — Кременчуг.

## Чемпіонат України
Перший Чемпіонат незалежної України відбувся 26 лютого 2012 року в Сєвєродонецьку Луганської області.

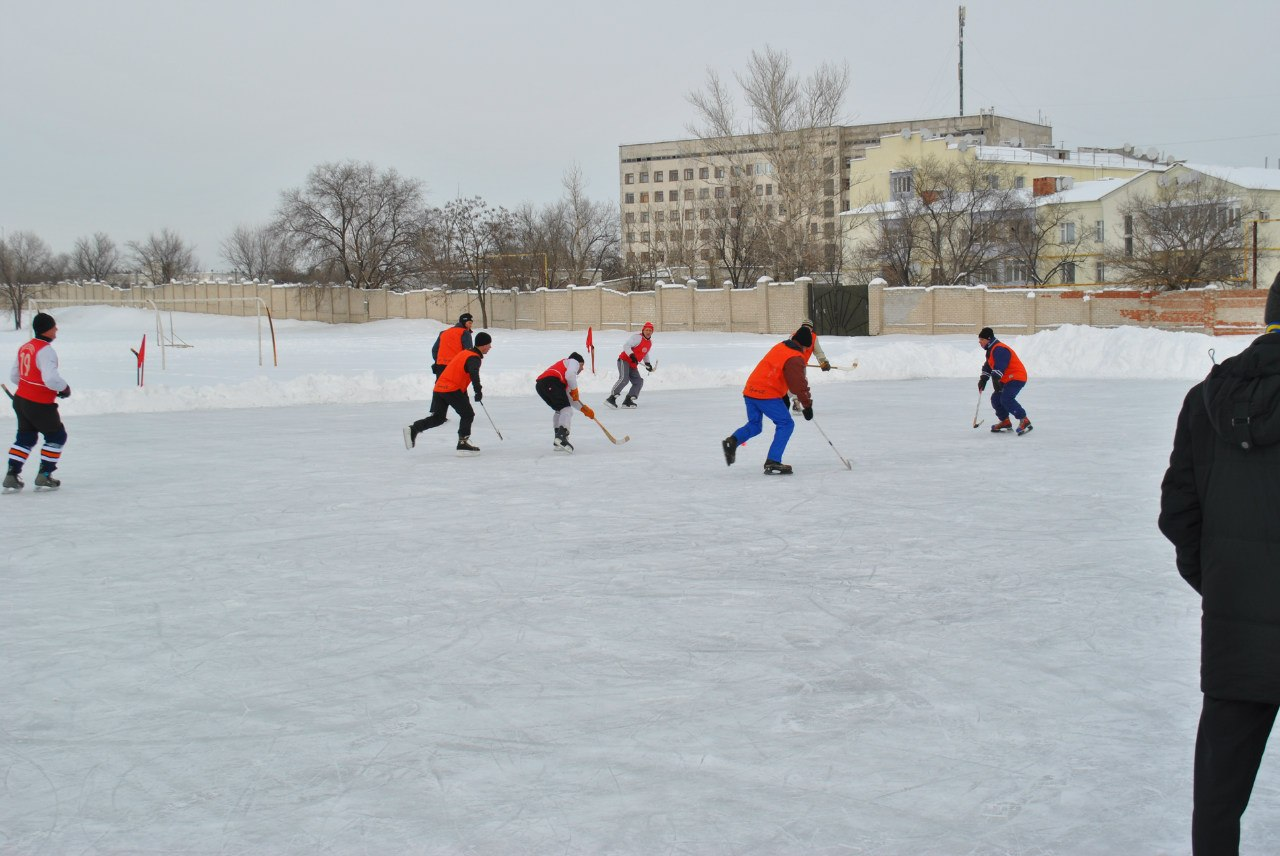
Чемпіонат 2012 року.

Турнір пройшов на центральному стадіоні міста в один день, і в ньому взяли участь 4 команди: ХК «Сєвєродонецьк», «Азот» (Сєвєродонецьк), «Авангард» (Буди) та «Дніпро» (Дніпропетровськ).
- Азот – Дніпро 7:0
- Азот – Сєвєродонецьк 6:5
- Авангард – Дніпро 7:0
- Сєвєродонецьк – Авангард 4:2
- Сєвєродонецьк – Дніпро 10:1
- Азот – Авангард 4:4

У вирішальному матчі «Азот» на останніх хвилинах зрівняв рахунок в матчі з «Авангардом» і в підсумку став першим чемпіоном України, друге місце посів ХК «Сєвєродонецьк», «Авангард» став третім, а «Дніпро» - останнім. Чемпіонат викликав жвавий інтерес серед місцевих ЗМІ, включаючи телебачення.

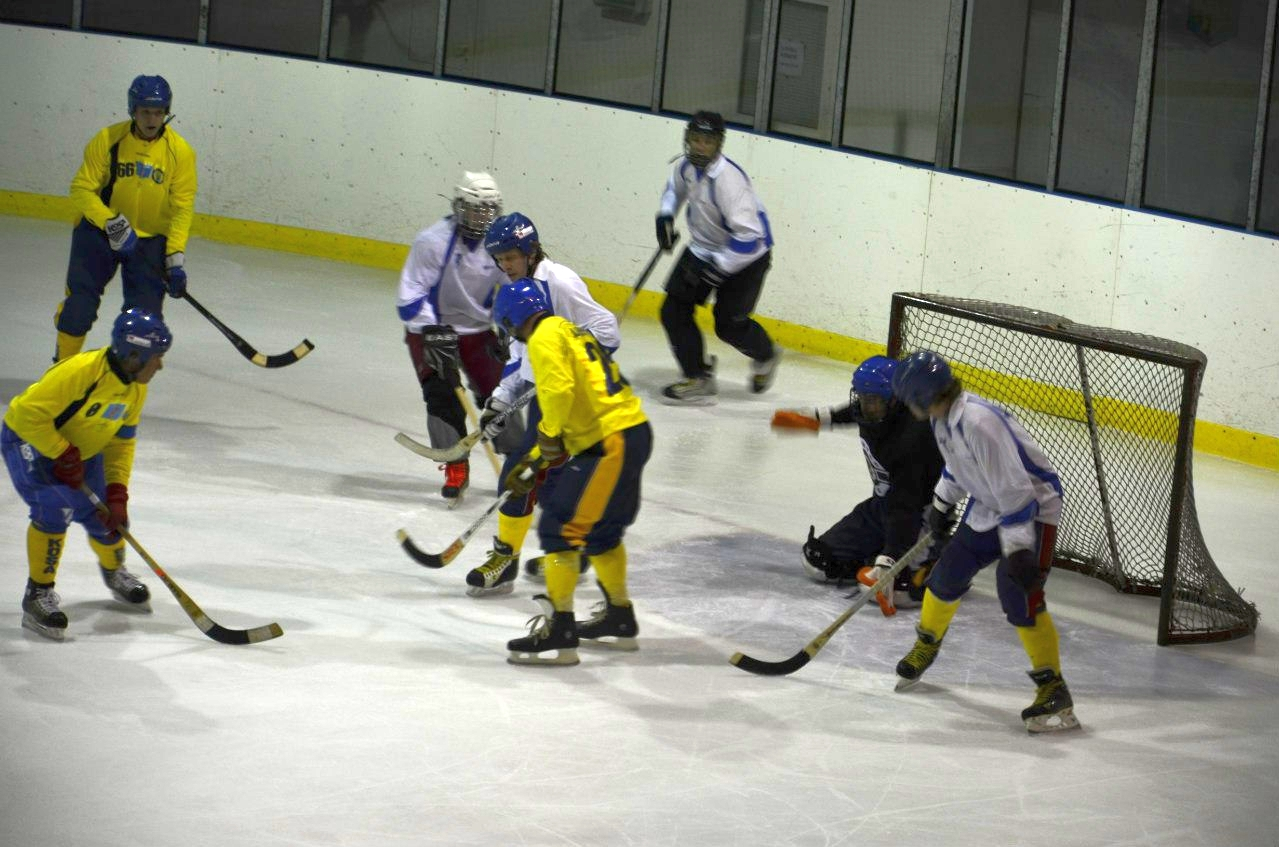
Чемпіонат 2013 року.

У сезоні 2012—13 років відбувся лише один груповий етап на льоду ставка Цегляного в Будах. За його підсумками проміжне перше місце посів «Авангард», друге – «Дніпро», третє – «Штурм» з Жовтих Вод. Фінал відбувся 1 червня 2013 на «Салтівському льоду» в Харкові, з рахунком 7:3 перемогли хокеїсти «Авангарду».
Перший груповий етап чемпіонату 2013—14 років пройшов на «Льодовій арені» в Дніпропетровську. На ньому зібрались 4 команди: «Дніпро», «Авангард», «Штурм» та команда з Криму «Гріффіни». Результати матчів:
- Дніпро – Авангард 3:3
- Дніпро – Гріффіни 4:0
- Дніпро – Штурм 5:0
- Авангард – Гріффіни 4:0
- Авангард – Штурм 5:2
- Гріффіни – Штурм 3:3

За підсумками першого кола, завдяки кращій різниці забитих та пропущених м’ячів проміжним лідером став «Дніпро», друге місце посідав «Авангард», «Гріффіни» були третіми, а «Штурм» замикав таблицю.
Другий тур був призначений на 1 березня на ковзанці в Сімферополі. Але саме в ці дні відбувалась окупація Криму, отже другий тур було скасовано.
Третій етап пройшов на малій арені Палацу Спорту в Харкові. В ньому взяли участь лише 2 команди — «Авангард» та «Дніпро». «Авангард» переміг з рахунком 7:4 і завдяки цьому став переможцем регулярного чемпіонату. Фінал чемпіонату також проходив у Харкові і відбувся 24 травня на «Салтівському льоду». В драматичному матчі перемогу з рахунком 10:9 здобули хокеїсти «Дніпра».

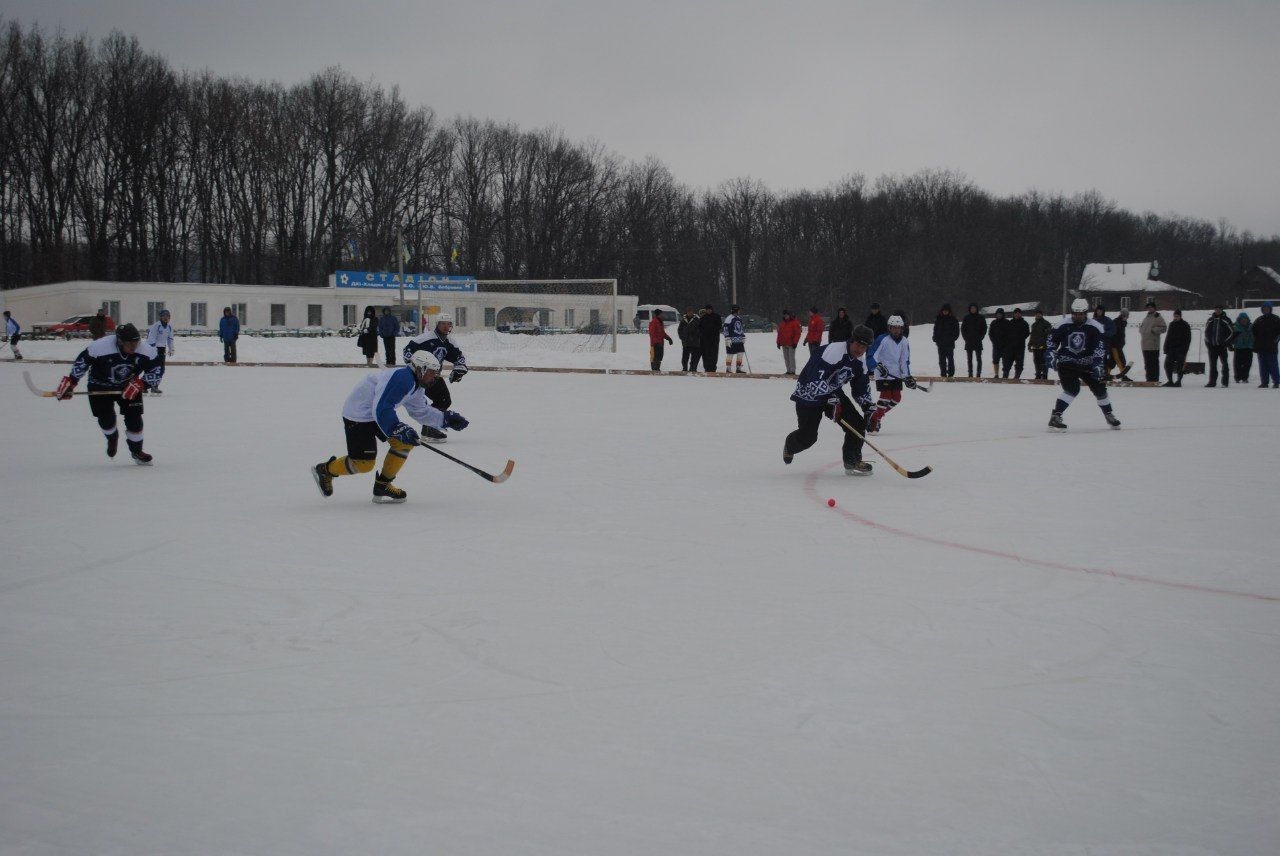
Чемпіонат 2015 року.

На чемпіонат 2014—15 заявилось 4 команди: «Авангард», «Дніпро», «Динамо» Харків та «Харківські тигри».
Перший етап відбувся 8-9 січня на стадіоні в Будах. Результати матчів:
- Авангард – Дніпро 3:2
- Дніпро – Динамо 3:12
- Дніпро – Харківські Тигри 7:4
- Авангард – Динамо 5:4
- Авангард – Харківські Тигри 7:5
- Динамо – Харківські Тигри 5:5

Другий тур відбувся на «Льодовій Арені» Дніпропетровська 23 травня та 1 червня.
- Дніпро – Динамо 5:7
- Дніпро – Авангард 10:2

«Авангарду» зараховано технічну поразку в матчі з «Динамо» за неявку. Також в другому турі не взяли участь «Харківські Тигри», відповідно, вони посіли проміжне 4 місце. Першими регулярний чемпіонат завершило «Динамо». Доля другого місця вирішилась в серії штрафних ударів між «Дніпром» та «Авангардом». З рахунком 3:0 перемогли дніпряни.

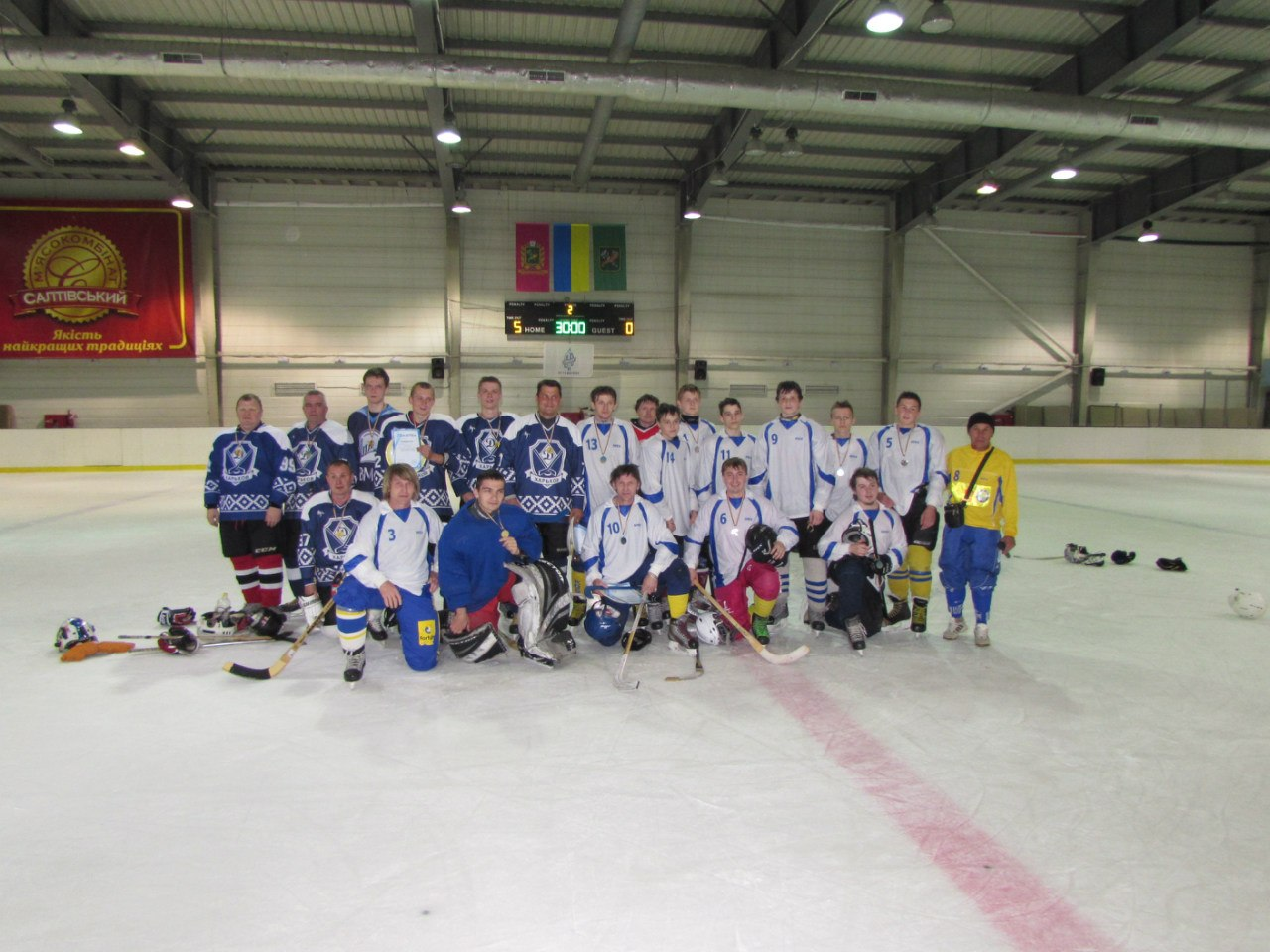
Фото команд після фінального матчу.

6 червня на «Салтівському льоду» у Харкові пройшли фінальні матчі. У матчі за 3 місце «Авангард» був сильніше за «Харківських тигрів», а в головному фіналі динамівці перемогли «Дніпро» 5:0.
Чемпіонат 2015—16 мав пройти в 1 коло в Києві за участі місцевої команди, але був перенесений на «Льодову Арену» Дніпра. У чемпіонаті взяли участь 3 команди з Дніпра та Дніпропетровської області: «Дніпро», «Зеніт» (Дніпро) та «Штурм» (Жовті Води). Результати:
- Дніпро – Зеніт 1:0
- Дніпро – Штурм 4:1
- Зеніт – Штурм 4:1

Чемпіоном України вдруге став «Дніпро».

## Призери
| Сезон     | Чемпіон                          | Срібло                           | Бронза                                    |
| --------- | -------------------------------- | -------------------------------- | ----------------------------------------- |
| 2012      | «Азот» (Сєвєродонецьк)           | ХК «Сєвєродонецьк»               | «Авангард» (Буди)                         |
| 2013      | «Авангард» (Буди)                | «Дніпро» (Дніпро)                | «Штурм» (Жовті Води)                      |
| 2014      | «Дніпро» (Дніпро)                | «Авангард» (Буди)                | «Гріффіни» (Сімферополь)                  |
| 2015      | «Динамо» (Харків)                | «Дніпро» (Дніпро)                | «Авангард» (Буди)                         |
| 2016      | «Дніпро» (Дніпро)                | «Зеніт» (Дніпро)                 | «Штурм» (Жовті Води)                      |
| 2017      | «Дніпро» (Дніпро)                | «Ролери» (Дніпро)                | «Регулаторс» (Дніпро)                     |
| 2018      | «Дніпро» (Дніпро)                | «Регулаторс» (Дніпро)            | «Штурм» (Жовті Води)                      |
| 2019      | «Дніпро» (Дніпро)                | «Саксагань» (Кривий Ріг)         | «Зеніт» (Дніпро)                          |
| 2020      | «Дніпровські Білки» (Дніпро)     | «Дніпро» (Дніпро)                | Збірна (Запоріжжя, Сєвєродонецьк, Харків) |
| 2021      | Збірна Харківської області       | «Дніпро» (Дніпро)                | «Авангард» (Буди)                         |
| 2022      | Збірна Харківської області - 1 м | «Дніпро» (Дніпро) - 2 м          | «Авангард» (Буди) - 3 м                   |
| 2023—2025 | Турнір не проводився через війну | Турнір не проводився через війну | Турнір не проводився через війну          |

## Чемпіонства за клубами
| Команда                                 | Чемпіон | 2-е місце | 3-є місце | Переможні сезони             |
| --------------------------------------- | ------- | --------- | --------- | ---------------------------- |
| «Дніпро» Дніпро                         | 5       | 4         | 0         | 2014, 2016, 2017, 2018, 2019 |
| «Авангард» Буди-Харків                  | 1       | 1         | 3         | 2013                         |
| «Азот» Сєвєродонецьк                    | 1       | 0         | 0         | 2012                         |
| «Динамо» Харків                         | 1       | 0         | 0         | 2015                         |
| «Дніпровські Білки» Дніпро              | 1       | 0         | 0         | 2020                         |
| Збірна Харківської області              | 1       | 0         | 0         | 2021                         |
| «Зеніт» Дніпро                          | 0       | 1         | 1         |                              |
| «Регулаторс» Дніпро                     | 0       | 1         | 1         |                              |
| ХК «Сєвєродонецьк»                      | 0       | 1         | 0         |                              |
| «Ролери» Дніпро                         | 0       | 1         | 0         |                              |
| «Саксагань» Кривий Ріг                  | 0       | 1         | 0         |                              |
| «Штурм» Жовті Води                      | 0       | 0         | 3         |                              |
| «Гріффіни» Сімферополь                  | 0       | 0         | 1         |                              |
| Збірна Запоріжжя, Сєвєродонецьк, Харків | 0       | 0         | 1         |                              |

## Володарі кубка України
- «Дніпро» (Дніпро) (2):

2013, 2014
- «Динамо» (Харків) (2):

2015, 2016
- «Авангард» (Буди) (1):

2012
- «Юність» (Луцьк) (1):

2017
- Збірна Харківської області (1):

2021

### Фінали Кубка України
| Рік       | Володар                          | Фіналист                         |
| --------- | -------------------------------- | -------------------------------- |
| 2012      | «Авангард» (Буди)                | «Дніпро» (Дніпро)                |
| 2013      | «Дніпро» (Дніпро)                | «Авангард» (Буди)                |
| 2014      | «Дніпро» (Дніпро)                | «Штурм» (Жовті Води)             |
| 2015      | «Динамо» (Харків)                | «Дніпро» (Дніпро)                |
| 2016      | «Динамо» (Харків)                | «Авангард» (Буди)                |
| 2017      | «Юність» (Луцьк)                 | «Дніпро» (Дніпро)                |
| 2018—2020 | Турнір не проводився             | Турнір не проводився             |
| 2021      | Збірна Харківської області       | «Авангард» (Буди)                |
| 2022-2025 | Турнір не проводився через війну | Турнір не проводився через війну |